# Howard W. Cannon
Howard W. Cannon (St. George, 1912. január 26. – Las Vegas, 2002. március 6.) az Amerikai Egyesült Államok szenátora (Nevada, 1959–1983).